# Betsy Nagelsen
Betsy Nagelsen McCormack (St. Petersburg, 23 de outubro de 1956) é uma ex-tenista profissional estadunidense, conhecida por ser uma especialista em duplas.

## Grand Slam finais

### Simples: 1 (0 título, 1 vice)
| Posição | Ano  | Campeonato          | Piso  | Oponente     | Placar      |
| Vice    | 1978 | Aberto da Austrália | Grama | Chris O'Neil | 6–3, 7–6(3) |

### Duplas: 4 (2 títulos, 2 vices)
| Posição | Ano         | Campeonato          | Piso  | Parceira            | Oponentes                          | Placar        |
| Vice    | 1977 (Jan.) | Aberto da Austrália | Grama | Kerry Melville Reid | Dianne Fromholtz Helen Gourlay     | 5–7, 6–1, 7–5 |
| Campeã  | 1978        | Aberto da Austrália | Grama | Renáta Tomanová     | Naoko Sato Pam Whytcross           | 7–5, 6–2      |
| Campeã  | 1980        | Aberto da Austrália | Grama | Martina Navrátilová | Ann Kiyomura Candy Reynolds        | 6–4, 6–4      |
| Vice    | 1987        | Wimbledon           | Grama | Elizabeth Smylie    | Claudia Kohde-Kilsch Helena Suková | 7–5, 7–5      |

### Duplas Mistas: 1 (0 título, 1 vice)
| Posição | Ano  | Campeonato | Piso | Parceiro      | Oponentes                          | Placar               |
| Vice    | 1987 | US Open    | Duro | Paul Annacone | Martina Navratilova Emilio Sánchez | 6–4, 6–7(6), 7–6(12) |